# Brachyusa americana
Brachyusa americana är en skalbaggsart som först beskrevs av Adelbert Fenyes 1921.  Brachyusa americana ingår i släktet Brachyusa och familjen kortvingar. Inga underarter finns listade i Catalogue of Life.